# Bernd Markert
Bernd Markert (* 13. Dezember 1971 in Mayen) ist ein deutscher Bauingenieur und Professor an der RWTH Aachen, an der er das Institut für Allgemeine Mechanik leitet.

## Werdegang
Nach seinem Abitur begann Markert an der Universität Stuttgart ein Studium des Bauingenieurwesens und schloss dieses 1998 mit seinem Diplom ab. Markert blieb in Stuttgart und promovierte 2005 am Institut für Mechanik bei Wolfgang Ehlers. Anschließend arbeitete er an diesem Institut als wissenschaftlicher Mitarbeiter und akademischer Oberrat.
2010 habilitierte er sich, wurde 2013 zum außerplanmäßigen Professor ernannt und erhielt noch im selben Jahr einen Ruf an die RWTH Aachen, wo er im August 2013 die Leitung des Instituts für Allgemeine Mechanik von Dieter Weichert übernahm.

## Forschung und Lehre
Die Themenschwerpunkte der Forschungsaktivitäten Bernd Markerts liegen auf den Gebieten der Biomechanik, der Strukturmechanik und der Kontinuumsmechanik. Darüber hinaus betreut Markert diverse Lehrveranstaltungen an der RWTH Aachen und hält Vorlesungen mit bis zu 1600 Hörern. Um dennoch auf einzelne Fragen aus dem Auditorium eingehen zu können, erwarb Markert eine SIM-Karte und veröffentlichte die dazugehörige Telefonnummer, sodass er Nachrichten von Studenten während der Vorlesung über den Instant-Messaging-Dienst WhatsApp empfangen konnte. Als sein Vorstoß auf große Resonanz bei den Studierenden stieß, wurde eine „Direktfeedback“-Funktion in die hochschuleigene Mobile App integriert.

## Unternehmerische Aktivität
Markert ist Geschäftsführer der hochschulnahen IAM Aachen GmbH für Drittmittelprojekte und Auftragsforschung, die unter anderem Anteile am chinesisch-deutschen Joint Venture CRRC Changchun Germany RailTech GmbH hält. Laut Correctiv-Recherchen fand diese indirekte Finanzierung der RWTH Aachen durch öffentliche Einrichtungen Chinas Kritik durch Verbände wie Transparency International.